# Beatrice Lamwaka
Beatrice Lamwaka (* Alokolum, Gulu) ist eine ugandische Autorin und Menschenrechtsaktivistin. Ihre Kurzgeschichte Butterfly Dreams war 2011 auf der Shortlist des Caine Prize.

## Leben und Ausbildung
Lamwaka wuchs in Alokolum, Gulu, Uganda auf. Ihr Studium absolvierte sie an der Makerere University in Kampala. Sie studierte Englisch und Literatur auf Lehramt und anschließend einen Master in Menschenrecht.
2011 wurde ihre Kurzgeschichte Butterfly Dreams für den Caine Prize nominiert und damit in die Anthologie desselben Jahres aufgenommen.
Sie arbeitete unter anderem als freie Journalistin für Monitor Newspaper und Global Press Institute.

## Werk
Lamwaka trat während ihres Studiums der Organisation Femrite bei und begann zu schreiben. Ihre erste Kurzgeschichte „Vengeance of the Gods“ wurde in der Anthologie Words From A Granary (2001) veröffentlicht, herausgegeben von Violet Barungi. Weitere Kurzgeschichten veröffentlichte sie unter anderem in Queer Africa: New and Collected Fiction (2013).
Beatrice Lamwaka's Texte behandeln die Themen Menschenrechte, Gleichberechtigung und Gender.

### Kurzgeschichten
- Butterfly Dreams. In: Butterfly Dreams and Other New Short Stories From Uganda, CCC Press Nottingham, UK, July 2010
- Village Queen, In: Talking Tales, FEMRITE Publications, October 2009
- The Family of Three; The Bully; and The Garden of Mushrooms, In: Women in Warzone Experiences, FEMRITE Publications, April 2009
- The Star in My Camp, In: Writing from Africa 2009, PEN South Africa, May 2009
- Sunshine; and Village Queen, Aloud: Illuminating Creative Voices, evaluating and documenting students’ experiences, Ford Foundation and Makerere University, 2006
- Kilama’s Notebook; Paul Okeny’s Story; and Christine Lamunu’s Story, In: Michael’s Eyes; The War against the Ugandan Child, Institutionen for Moderna Sprak UMEA Universität, 2005
- Just Like Ma In: Wordrite FEMRITE Literary Journal, FEMRITE Publications, 2004
- Queen of Tobacco, Gowanus Books, 2002
- I am Still Young; I am Worth Something and Kuku, In: Today You will Understand; Women of Northern Uganda speak out, UNOCHA/IRIN & FEMRITE, 2008

- Vengeance of the Gods, In: Words from a Granary, FEMRITE Publications, 2001, reprinted in www.womensworld.org[5]

## Auszeichnungen und Preise
- 2011 Caine Prize for African Writing (Shortlist)

- 2009 PEN/Studzinski Literary Award

- 2009 Fellow der Harry Frank Guggenheim Foundation/African Institute of South Africa Young Scholars

## Weiterführende Links
- Femrite - Uganda Women Writers' Association
- Ms. Magazine